# Contea di Red River
La contea di Red River in inglese Red River County è una contea dello Stato del Texas, negli Stati Uniti. La popolazione al censimento del 2010 era di 12 860 abitanti. Il capoluogo di contea è Clarksville. La contea è stata creata nel 1835 ed organizzata nel 1837. Il suo nome deriva dal Red River, che attraversa l'Arkansas, la Louisiana, l'Oklahoma, e il Mississippi.

## Geografia
| Anno | Popolazione | ±%     |
| ---- | ----------- | ------ |
| 1850 | 3 906       | Note:  |
| 1860 | 8 535       | 118,5% |
| 1870 | 10 653      | 24,8%  |
| 1880 | 17 194      | 61,4%  |
| 1890 | 21 452      | 24,8%  |
| 1900 | 29 893      | 39,3%  |
| 1910 | 28 564      | −4,4%  |
| 1920 | 35 829      | 25,4%  |
| 1930 | 30 923      | −13,7% |
| 1940 | 29 769      | −3,7%  |
| 1950 | 21 851      | −26,6% |
| 1960 | 15 682      | −28,2% |
| 1970 | 14 298      | −8,8%  |
| 1980 | 16 101      | 12,6%  |
| 1990 | 14 317      | −11,1% |
| 2000 | 14 314      | 0,0%   |
| 2010 | 12 860      | −10,2% |

Secondo l'Ufficio del censimento degli Stati Uniti d'America la contea ha un'area totale di 1 057 miglia quadrate (2740 km²), di cui 1 037 miglia quadrate (2690 km²) sono terra, mentre 20 miglia quadrate (52 km², corrispondenti all'1,9% del territorio) sono costituiti da acqua.

### Strade principali
- U.S. Highway 82
- U.S. Highway 271
- State Highway 37

### Contee adiacenti
- McCurtain County (nord)
- Bowie County (est)
- Morris County (sud-est)
- Titus County (sud)
- Franklin County (sud-ovest)
- Delta County (sud-ovest)
- Lamar County (ovest)
- Choctaw County (nord-ovest)

## Istruzione
Nella contea sono presenti i seguenti distretti scolastici:
- Avery ISD
- Clarksville ISD
- Detroit ISD
- Prairiland ISD
- Rivercrest ISD